# Where's Waldo?
Where's Waldo? (também chamado de Onde Está o Wally? em Portugal) é uma série de desenho animado infantil americana com elementos educacionais baseada na variação norte-americana do Where's Wally? livros de Martin Handford. A série é produzida pela DreamWorks Animation Television e estreou no Universal Kids em 20 de julho de 2019. Passará ser exibida no serviço de streaming Peacock a partir da segunda temporada.
Outras mídias que caracterizam o personagem titular incluem a série de televisão animada de 1991 e a série de livros.